# Kei Koizumi (Fußballspieler)
Kei Koizumi (jap. 小泉 慶, Koizumi Kei; * 19. April 1995 in Tokio, Präfektur Tokio) ist ein japanischer Fußballspieler.

## Karriere
Kei Koizumi erlernte das Fußballspielen in der Jugendmannschaft von Yokohama F. Marinos sowie in der Schulmannschaft der RKU Kashiwa High School. Seinen ersten Vertrag unterschrieb er 2014 bei Albirex Niigata. Der Club aus Niigata spielte in der höchsten Liga des Landes, der J1 League. Ende 2017 musste der Club als Tabellensiebzehnter in die zweite Liga absteigen. Nach 110 Spielen und vier Toren wechselte er Anfang 2018 zum Erstligisten Kashiwa Reysol nach Kashiwa. Am Ende der Saison 2018 stieg er mit Kashiwa in die zweite Liga ab. Mitte 2019 verpflichtete ihn der Erstligist Kashima Antlers aus Kashima. Für die Antlers stand er 46-mal in der ersten Liga auf dem Spielfeld. Im August 2021 wechselte er zum Ligakonkurrenten Sagan Tosu. Für den Verein aus Tosu bestritt er 41 Erstligaspiele. Im Januar 2023 unterschrieb er einen Vertrag beim ebenfalls in der ersten Liga spielenden FC Tokyo.

## Erfolge
Kashima Antlers
- Japanischer Pokalfinalist: 2019